# Осада замка Кенилуэрт
Осада замка Кенилуэрт (англ. Siege of Kenilworth, Кенилуэрт, Уорвикшир, Англия) — велась с июня по декабрь 1266 года войском английского короля Генриха III в ходе Второй баронской войны. Являлась одним из немногих нападений на замки в ходе этой войны.

## Предыстория
В августе 1265 года войска Генриха III разбили лидера баронской оппозиции Симона де Монфора в битве при Ившеме, в ходе которой последний был убит. Сын де Монфора в декабре этого же года сдался в Нортгемптоне, также согласившись сдать последний оплот противников короля — замок Кенилуэрт. Для этого он отправил соответствующие письма к местному гарнизону, который в декабре 1265 и в марте 1266 года отказался выполнять эти требования (во второй раз королевскому посланнику отрубили руку).

## Замок Кенилуэрт
Архитектура замка была уникальной, а сам он благодаря усиленной защите был готов выдержать долговременные осады.
Самым значимым оборонительным элементом являлась дамба к югу от замка, через которую дорога вела от входа к замковому двору и главной башне. За самой плотиной с западной и южной стороны замка располагалось искусственное озеро, препятствовавшее наземным действиям врага. Каналы с северной стороны и второй бассейн на восточной стороне дамбы ещё более усиливали этот аспект обороны.

## Осада
Созыв феодалов для осады изначально был запланирован на декабрь 1265 года, но был перенесён на 21 июня 1266 года. Гарнизон Кенилуэрта по подсчётам состоял из 1200 человек, им противостояло войско во главе с королём Генрихом III и его сыновьями Эдмундом и Эдвардом.
Осаждающие активно применяли осадные машины: требуше, осадные башни и «медведей» («ursus»), где также размещались лучники. Высланные из Честера баржи для атаки замка со стороны озера ничем не смогли помочь.
Замок сдался 13 декабря 1266 года из-за нехватки продовольствия и болезней, а гарнизон принял условия одноимённого приговора.